# Episodi di La guerra dei mondi (seconda stagione)
Questa voce contiene trame, dettagli e crediti dei registi e degli sceneggiatori della seconda ed ultima stagione della serie televisiva La guerra dei mondi.
Negli Stati Uniti, la serie andò in onda in syndication dal 2 ottobre 1989 al 14 maggio 1990.
| n° | Titolo originale      | Titolo italiano | Prima TV USA     | Prima TV Italia |
| -- | --------------------- | --------------- | ---------------- | --------------- |
| 1  | The Second Wave       |                 | 2 ottobre 1989   |                 |
| 2  | No Direction Home     |                 | 9 ottobre 1989   |                 |
| 3  | Doomsday              |                 | 16 ottobre 1989  |                 |
| 4  | Terminal Rock         |                 | 23 ottobre 1989  |                 |
| 5  | Breeding Ground       |                 | 30 ottobre 1989  |                 |
| 6  | Seft of Emun          |                 | 6 novembre 1989  |                 |
| 7  | Loving the Alien      |                 | 13 novembre 1989 |                 |
| 8  | Night Moves           |                 | 20 novembre 1989 |                 |
| 9  | Synthetic Love        |                 | 15 gennaio 1990  |                 |
| 10 | The Defector          |                 | 22 gennaio 1990  |                 |
| 11 | Time to Reap          |                 | 29 gennaio 1990  |                 |
| 12 | The Pied Piper        |                 | 5 febbraio 1990  |                 |
| 13 | The Deadliest Disease |                 | 12 febbraio 1990 |                 |
| 14 | Path of Lies          |                 | 19 febbraio 1990 |                 |
| 15 | Candle in the Night   |                 | 9 aprile 1990    |                 |
| 16 | Video Messiah         |                 | 16 aprile 1990   |                 |
| 17 | Totally Real          |                 | 23 aprile 1990   |                 |
| 18 | Max                   |                 | 30 aprile 1990   |                 |
| 19 | The True Believer     |                 | 7 maggio 1990    |                 |
| 20 | The Obelisk           |                 | 14 maggio 1990   |                 |